# Avenida Arturo Umberto Illia
La avenida Arturo Umberto Illia es una arteria de la ciudad de Rosario. Su principal atractivo es el túnel por el que pasa cuando transita por debajo del Parque de España.

## La avenida
La calzada es la continuación de la Avenida Belgrano a partir de que esta se cruza con calle San Marín y, costeando el río, llega hasta el comienzo de Avenida Del Valle, casi frente a la Estación Rosario Norte.

## El túnel
El túnel que hace conocido a la avenida es el único pasaje subterráneo del que se tenga conocimiento en Rosario. Se levanta desde el cruce con calle Sarmiento hasta su desembocadura a la altura de Avenida Corrientes.

### Historia
Fue construido como túnel ferroviario para unir la estación Rosario Central, donde ahora está ubicado el Centro Municipal de Distrito Centro, con el puerto. Se empezó a construir en 1886 y lo utilizó por primera vez en 1890.
El túnel duró como tal mientras el ferrocarril funcionó.
En 1968 el túnel se cerró y se utilizó como depósito de vagones y taller. En la década de 1970 fue alquilado y se usó parte de su espacio como discoteca, conocida con el nombre de Tunelmanía. Después se lo abandonó.
A fines de los '80 pasó a ser propiedad de la Municipalidad de Rosario y se abrió nuevamente como parte de la Avenida Arturo Umberto Illia.